# Issai Kalistratowitsch Kalaschnikow

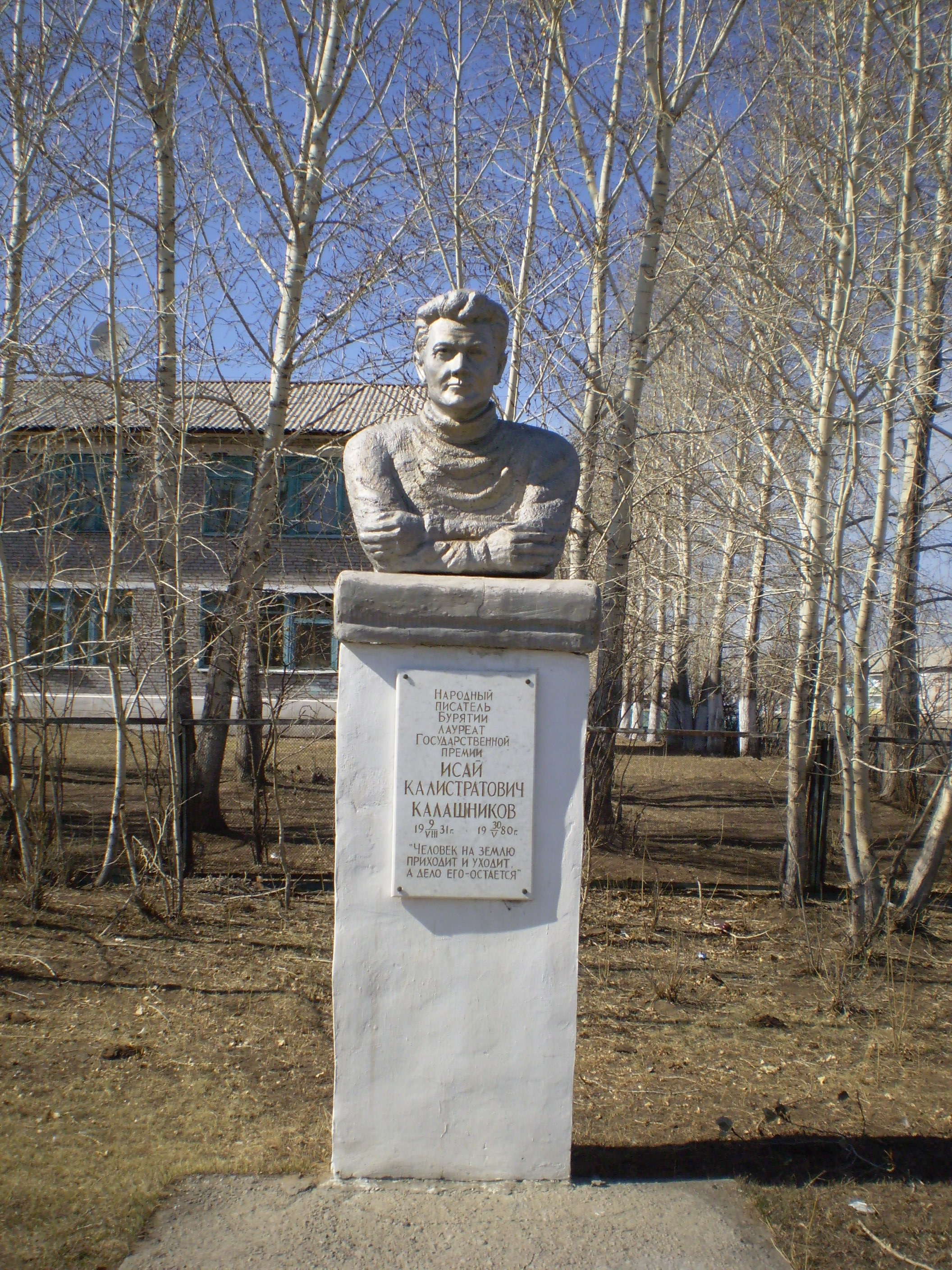
Denkmal für Kalaschnikow im Kalaschnikow-Museum von Scharaldai

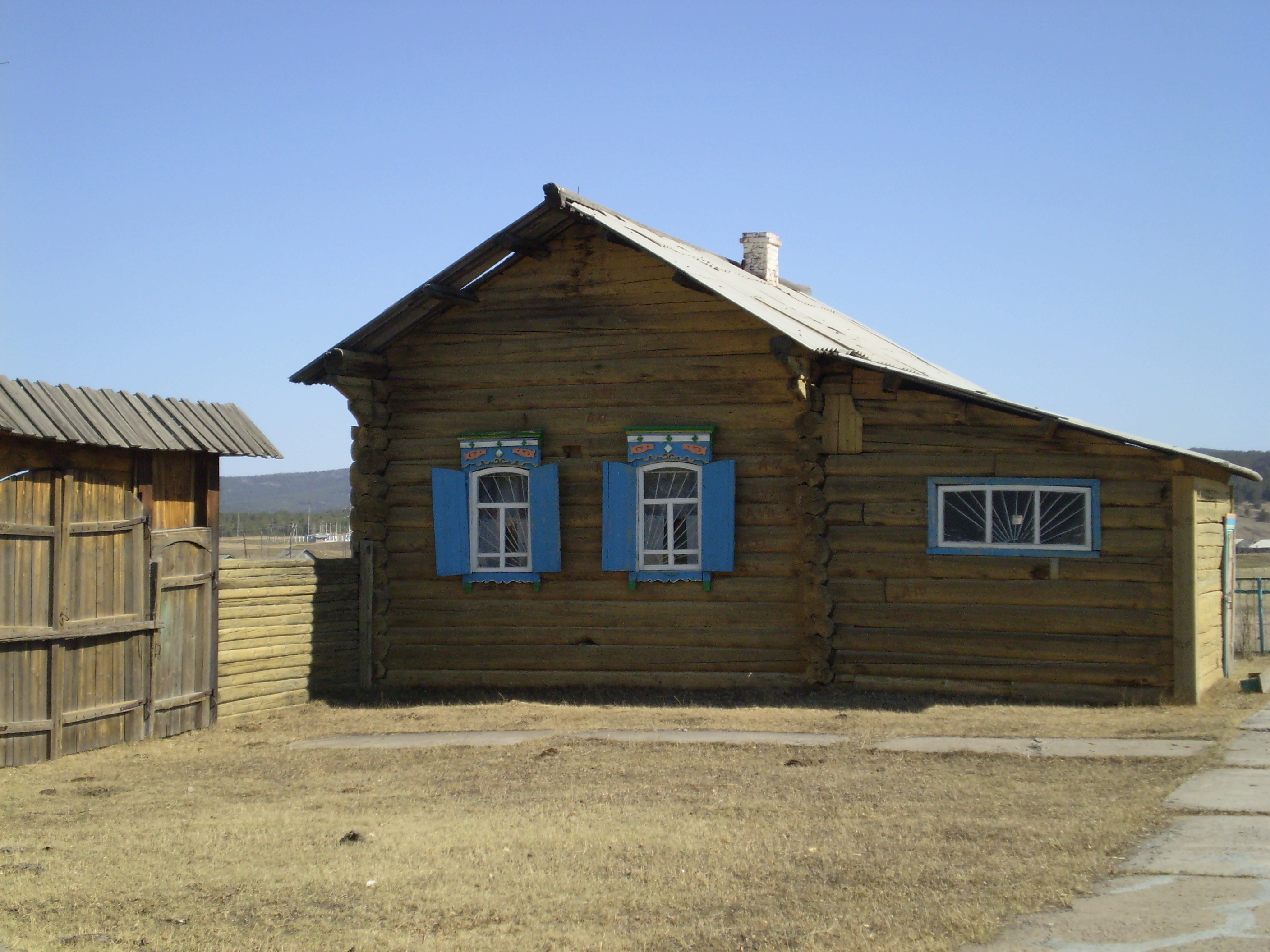
Im Kalaschnikow-Museum von Scharaldai

Issai Kalistratowitsch Kalaschnikow (russisch Исай Калистратович Калашников; * 9. August 1931 in Scharaldai im Muchorschibirski rajon, Burjatien; † 30. Mai 1980 in Moskau) war ein sowjetischer Schriftsteller.
Kalaschnikow stammte von altgläubigen Bauern der Glaubensgemeinschaft Semeiskije ab. Er besuchte von 1963 bis 1965 das Maxim-Gorki-Literaturinstitut und trat im Jahre 1963 dem Schriftstellerverband der UdSSR bei. Mit der Erzählung „Saschka“ („Сашка“) war bereits im Jahre 1954 sein erstes Werk veröffentlicht worden. Später beschäftigte er sich mit den Novellen „Niederwald“ („Подлесок“, 1962), „Durch die Sümpfe“ („Через топи“, 1965) und „Forschung“ („Расследование“, 1980) mit dem Schutz der Natur Sibiriens. Seine Romane „Der letzte Rückzug“ („Последнее отступление“, 1959) und „Magisches Kraut“ („Разрыв-трава“, 1969) verarbeiten Schicksale von sibirischen Altgläubigen. Auch sein letzter, unvollendet gebliebener Roman „Kein Spaziergang“ („Не поле перейти“) behandelt die Geschichte der Altgläubigen Transbaikaliens. Am bekanntesten ist jedoch Kalaschnikows Bild über das Leben der Mongolen unter Dschingis Khan, das unter dem Titel „Grausames Jahrhundert“ („Жестокий век“) im Jahre 1985 publiziert wurde.
Kalaschnikow wurde im Jahre 1969 mit dem Preis der Burjatischen Autonomen Sozialistischen Sowjetrepublik geehrt. Im Ort Scharaldai ist ein kleines Museum eingerichtet, das das Leben Kalaschnikows nachzeichnet. Mehrere Straßen und öffentliche Einrichtungen in Burjatien tragen Kalaschnikows Namen. Der Kalaschnikow-Literaturpreis wird seit 1998 von der Stadt Ulan-Ude herausgegeben.

## Werke
- Isaj Kalaschnikow und Marlene Hess (Übers.): Durch die Sümpfe. 2. Auflage. Knabe, Weimar 1978.